# مین‌گذار تسوگارو
مین‌گذار تسوگارو (به انگلیسی: Japanese minelayer Tsugaru) یک زیردریایی بود که طول آن ۱۱۳٫۶ متر (۳۷۳ فوت) بود. این زیردریایی در سال ۱۹۴۰ ساخته شد.